# Classe Orion (sommergibile)
La classe Orion (dal nome del sommergibile capoclasse) è stata una classe di due sommergibili – sottoclasse del type 630 – prodotti dall'industria navale francese per la Marine nationale tra il 1928 e il 1932.

## Descrizione
I sommergibili della classe Orion erano qualificati all'epoca di sottomarini di seconda classe detta di 630 tonnellate (in francese: «Sous-marin de 2ème classe dit de 630 tonnes»).
Il Type 600 e il Type 630 comprendevano diverse sottoclassi di sommergibili francesi, costruiti nel periodo tra le due guerre mondiali: Type 600 (Ariane, Circé e Sirène), Type 630 (Argonaute, Diane e Orion) e Type 630 Standard Amirauté (Aurore, Minerve e Phénix, di cui l'ultima non costruita).
Le due serie – Type 600 e Type 630 – erano equivalenti alla Classe 600 italiana, alla Classe S britannica e al Tipo VII tedesco.

## Sommergibili
| Nome          | Cantiere                                  | Ordine           | Inizio costruzione | Impostazione   | Varo           | Ingresso in servizio | Destino finale | Note |
| ------------- | ----------------------------------------- | ---------------- | ------------------ | -------------- | -------------- | -------------------- | -------------- | --- |
| Orion (Q165)  | Ateliers et Chantiers de la Loire, Nantes | 27 dicembre 1927 | 26 dicembre 1928   | 7 luglio 1929  | 21 aprile 1931 | 5 luglio 1932        | 18 giugno 1940 | integra le FNFL nel luglio 1940; non potendo essere riarmato è utilizzato per i ricambi dei sommergibili Minerve e Junon; condannato e demolito nel 1943; radiato nel marzo 1946 |
| Ondine (Q166) | Chantiers Dubigeon, Nantes                | 27 dicembre 1927 | 26 dicembre 1928   | 30 agosto 1929 | 5 maggio 1931  | 5 luglio 1932        | 18 giugno 1940 | integra le FNFL nel luglio 1940; non potendo essere riarmato è utilizzato per i ricambi dei sommergibili Minerve e Junon; condannato e demolito nel 1943; radiato nel marzo 1946 |